# Lingue bayono-awbono
Le lingue bayono-awbono sono una piccola famiglia di lingue papuasiche parlate da alcune centinaia di persone nella parte occidentale dell'isola di Papua.

## Classificazione
La famiglie è composta da due lingue:
- Lingua bayono (ISO 639-3 byl)
- Lingua awbono (ISO 639-3 awh)